# Laura Saccomani
Laura Saccomani (née le 8 octobre 1991 à Milan) est une joueuse italienne de volley-ball. Elle mesure 1,91 m et joue au poste de réceptionneuse-attaquante.

## Clubs
| Club             | Pays   | De           | À             |
| ---------------- | ------ | ------------ | ------------- |
| Fonte Roma Eur   | Italie | 2003-2004    | 2006-2007     |
| Roma Pallavolo   | Italie | 2007-2008    | 2008-2009     |
| Scavolini Pesaro | Italie | 2009-2010    | 2011-2012     |
| Crema Volley     | Italie | octobre 2012 | décembre 2012 |
| Cuatto Volley    | Italie | 2012-2013    | 2012-2013     |
| Promoball Flero  | Italie | 2013-2014    | …             |

## Palmarès
- Championnat d'Italie
  - Vainqueur : 2010.
- Supercoupe d'Italie
  - Vainqueur: 2009, 2010.
- Coupe d'Italie A2
  - Finaliste : 2014.